# Smokin' (chanson de Boston)
Pour les articles homonymes, voir Smokin'.
Smokin' est une chanson du groupe de hard rock américain Boston sortie en septembre 1976 comme face B du premier single du groupe, More Than a Feeling.
Il s'agit du cinquième titre du premier album du groupe, nommé simplement Boston, album classé 41e parmi les 100 meilleurs premiers albums de tous les temps (The 100 Best Debut Albums of All Time) par le magazine américain Rolling Stone et 3e meilleur premier album de tous les temps par les lecteurs du même magazine. Cet album a également été pendant un temps le debut album le plus vendu de tous les temps avec, finalement, 17 millions de disques vendus, « un record qu'ils ont détenu pendant une décennie jusqu'à ce qu'il soit battu par Guns N' Roses avec Appetite For Destruction ».

## Historique
La chanson fut le fruit d'une collaboration entre Tom Scholz, le leader du groupe, et le chanteur Brad Delp : elle est une des deux chansons du premier album de Boston à n'avoir pas été écrite par Scholz seul.
Le style vocal de Brian Delp combiné au style musical de Tom Scholz ont aidé leur premier album à se vendre à plus de 17 millions d'exemplaires.
Il s'agit d'un des titres que Scholz avait commencé à composer au début des années 1970, plusieurs années avant la sortie de l'album Boston. Une ancienne version de cette chanson, conservée sur une bande démo enregistrée dans sa cave, a été écrite et enregistrée en 1973 sous le titre de Shakin avec le groupe Mother's Milk qui rassemblait Tom Scholz, Brad Delp et Barry Goudreau. Cette bande révèle que la chanson avait une autre signification à l'origine.

## Description
« Smokin contient un groove dans la même veine que Grand Funk, mais complété par le son caractéristique de Boston. Une longue jam au milieu est dominée par l'orgue de Scholz et par la batterie régulière et constante de Sib Hashian ».

## Accueil critique
En 2008, Kevin Smith du journal Arizona Daily Star décrit Smokin comme un classique de la radio (radio standard).
La même année, dans la notice Better music through science, or the biggest basement tapes ever made du livret du CD Boston, David Wild
écrit que « trente ans plus tard, il y a toujours un million de raisons d'aimer l'album Boston, par exemple, la majesté absolue du jeu de Barry Goudreau sur Long Time, la beauté lyrique, presque classique, de l'instrumental Foreplay, le début de Smokin' vaguement réminiscent  d'un boogie de ZZ Top... ».
La critique de l'album Boston par MusicTap's souligne que Smokin' fut une des chansons de l'album qui devint un classique des radios FM et permit de vendre 17 millions d'exemplaires de l'album.

## Dans la culture populaire
En 2004, Smokin' apparait sur la playlist du jeu vidéo Grand Theft Auto: San Andreas et est audible sur la radio fictive de classic rock K-DST.
La chanson a également été présentée dans les épisodes 2016 de South Park Skank Hunt et The End of Serialization as We Know It, et  apparaît également sur la bande son du jeu vidéo WWE 2K18, et dans le film Zookeeper en 2011.

## Musiciens
- Brad Delp : chant
- Tom Scholz : guitare acoustique, guitare électrique, basse, orgue Hammond.
- Barry Goudreau : guitares
- Fran Sheehan : guitare basse
- Sib Hashian : batterie